# 구이런구

구이런 구의 위치

구이런구(한국어: 귀인구, 중국어: 歸仁區, 병음: Guīrén Qū)는 중화민국 타이난시의 시할구이다. 넓이는 55.7913km2이고, 인구는 2015년 8월 기준으로 67,783명이다.

## 지리
구이런 구는 타이난시 남단에 위치하고, 북쪽은 융캉구, 신화구와, 동쪽은 관먀오구와, 서쪽은 런더구와, 남쪽은 가오슝시 아롄구, 루주구와 각각 접하고 있다. 자난 평원에 위치하고 있기 때문에 전역이 평지여서 구릉은 존재하지 않는다. 얼런시(二仁溪)의 지류인 쉬셴시(許縣溪)가 향내를 흐르고 있다

## 역사
구이런 구는 옛날에는 시라야족 신항사의 거주지였다. 전승에서는 진(陳), 이(李) 두 성의 한족이 현재의 구이런 국소의 남쪽으로 이주를 시작해, 빨간 벽돌로 주거지를 지은 데에서 옛 이름인 홍와조(紅瓦厝)가 생겼다고 한다. 정성공 시대, 이곳에 서원이 설립되어 천하귀인언(天下歸仁焉)의 일부 글자를 취해 귀인리(歸仁里)로 개칭되었다. 1920년의 타이완 지방제 개편 때, 이곳에 기진 장(帰仁庄)이 설치되어 다이난 주 신포 군의 관할로 했다. 전후에 타이난 현 구이런 향으로 고쳐져 현재에 이르고 있다.

## 교육
- 창룽 대학

## 교통
- 타이완 고속철도
- 타이완 철로관리국 사룬 선